# Rikit Bur
Rikit Bur is een bestuurslaag in het regentschap Aceh Tenggara van de provincie Atjeh, Indonesië. Rikit Bur telt 505 inwoners (volkstelling 2010).